# Rhyacophila hreblayi
Rhyacophila hreblayi là một loài Trichoptera trong họ Rhyacophilidae. Chúng phân bố ở miền Ấn Độ - Mã Lai.